# Anthopterus gentryi
Anthopterus gentryi är en ljungväxtart som beskrevs av J. L. Luteyn. Anthopterus gentryi ingår i släktet Anthopterus och familjen ljungväxter. Inga underarter finns listade i Catalogue of Life.